# Tramwaje w Calais
Tramwaje w Calais − zlikwidowany system komunikacji tramwajowej we francuskim mieście Calais, działający w latach 1879−1940. 

## Historia
Pierwsze tramwaje w Calais uruchomiła brytyjska spółka The Calais Tramways Company w 1879. System tramwaju konnego liczył jedną 11 km linię podmiejską oraz dwie linie miejskie (z Fort Nieulay i z Saint-Pierre), które łączyły się w centrum miasta. W 1895 w mieście było 17 wagonów. Na początku XX w. sieć tramwajową przejęła francuska spółka Société Anonyme des Tramways de Calais, która podjęła w 1906 decyzję o elektryfikacji sieci, przekuciu z rozstawu normalnego (1435 mm) na wąski (1000 mm) torów oraz budowie trzech nowych linii. W tym samym roku uruchomiono tramwaje elektryczne. Po rozbudowie systemu w mieście było 6 linii tramwajowych:
- 1: Place d'Armes - Halte Saint-Pierre
- 2: Place d'Armes - Gare des Fontinettes
- 3: Calais - Guignes
- 4: Place d'Armes - Porte de Lille
- 5: Fort Nieulay - Porte de Grevelines
- 6: Place d'Armes - Cimetière sud

Linie nr 1 i 6 wkrótce wydłużono do Casino. Do obsługi sieci eksploatowano 30 dwuosiowych tramwajów silnikowych. Przed rozpoczęciem II wojny światowej zlikwidowano linię do Porte de Lille. Sieć tramwajowa uległa zniszczeniu w 1940 w czasie bombardowania miasta. 